# Megachile habropodoides
Megachile habropodoides är en biart som beskrevs av Meade-waldo 1912. Megachile habropodoides ingår i släktet tapetserarbin, och familjen buksamlarbin. Inga underarter finns listade i Catalogue of Life.